# Gare d'Épendes
La gare d'Épendes (aussi appelée gare d'Épendes VD) est une gare ferroviaire située sur le territoire de la commune suisse d'Épendes dans le canton de Vaud.

## Situation ferroviaire
Établie à 440 mètres d'altitude, la gare d'Épendes VD est située au point kilométrique 32,70 de la ligne du Pied-du-Jura, entre les gares de Essert-Pittet (en direction de Lausanne) et Yverdon-les-Bains (vers Olten).
Elle est dotée de deux voies bordées par deux quais latéraux. Une troisième voie existait jusqu'aux années 2015 qui disparait lors de la légère modernisation de la gare. L'emplacement de celle-ci reste visible à ce jour.

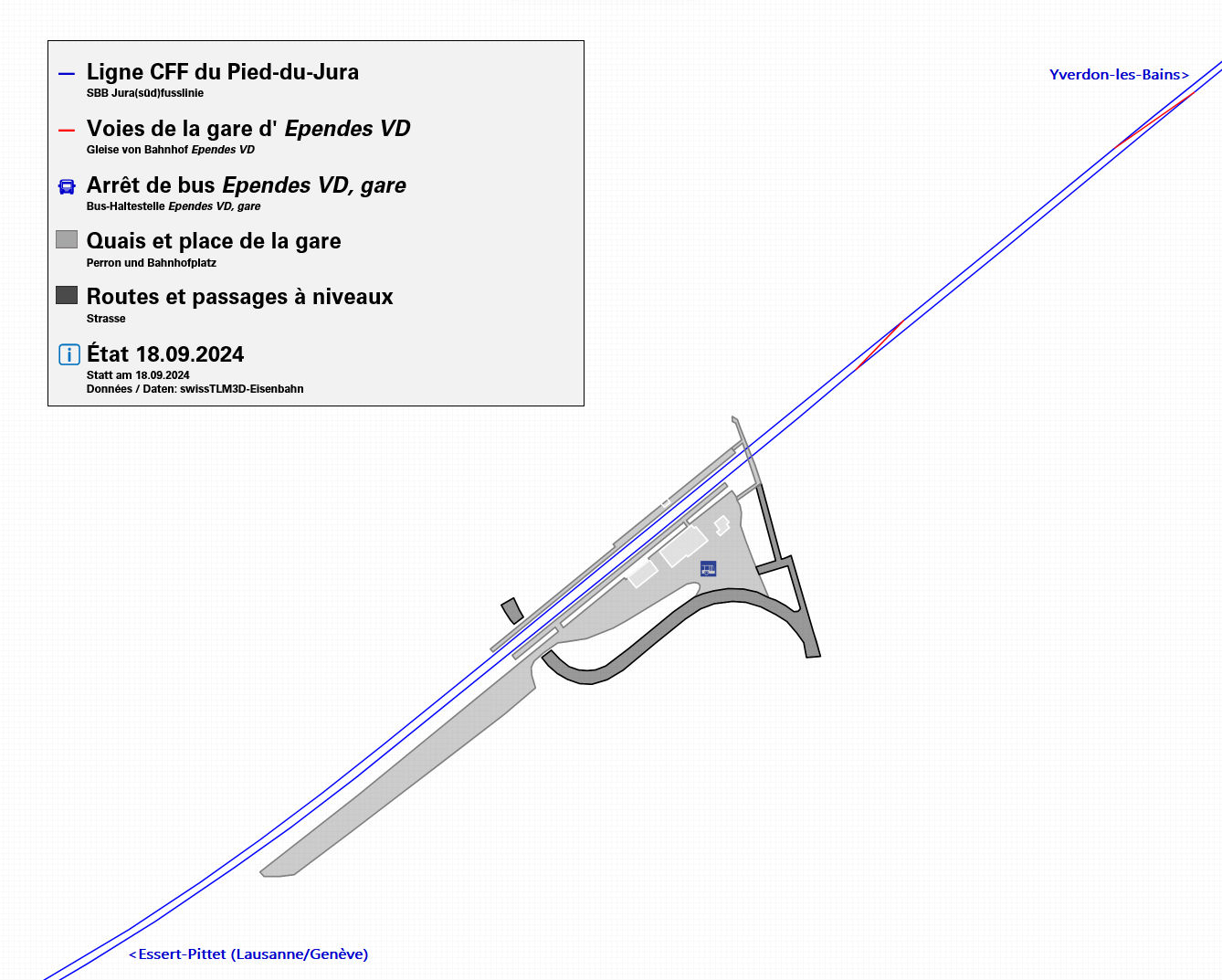
Plan de voie de la gare d'Ependes VD en 2024

## Histoire
La gare d'Épendes a été inaugurée en 1855 avec la mise en service du tronçon de Bussigny à Yverdon-leur-Bains de la ligne du Pied-du-Jura. Le bâtiment voyageurs actuel a été construit en 1923 et transformé en 1959. La maison de garde est d'origine et a été conservée plus ou moins dans son état d'origine.

## Service des voyageurs

### Accueil
Gare des CFF, elle dispose d'un abri sur chaque quai et d'un automate pour l'achat de titres de transport. Le passage entre les deux quais se fait via un passage souterrain en bordure de la gare. Un parc relais offrant 35 places de stationnement pour les automobiles est situé à proximité directe du bâtiment voyageurs.
La gare n'est pas accessible aux personnes à mobilité réduite.

### Desserte
La gare fait partie du réseau RER Vaud qui assure des liaisons rapides à fréquence élevée dans l'ensemble du canton de Vaud. Épendes est desservie chaque heure dans chaque sens par la ligne R1 qui relie Grandson à Lausanne (et à Cully du lundi au vendredi).

### Intermodalité
La gare d'Épendes n'est en correspondance avec aucune autre ligne de transports publics. Cependant un arrêt de bus nommé Ependes VD, gare existe, mais celui-ci sert uniquement aux services de substitutions.